# Orca (automerk)
Orca was een Zwitsers automerk en is een Liechtensteins automerk.
René Beck richtte het merk Orca op om een sportwagen te bouwen. Vanwege het uitblijven van investeerders verhuisde hij zijn bedrijf naar Liechtenstein. Het bedrijf maakt tegenwoordig op basis van Volvo onderdelen sportwagens in zeer gelimiteerde oplage.
Het merk werd opgevolgd door Beck Engineering. Beide zijn inmiddels geliquideerd.